# Lubowisko
Lubowisko (kaszb. Jezoro Lubòwiskò) – jezioro rynnowe położone na Pojezierzu Kaszubskim (powiat kartuski, województwo pomorskie). Położone jest w atrakcyjnej części obszaru Kaszubskiego Parku Krajobrazowego zwanego Szwajcarią Kaszubską. Lubowisko łączy się poprzez wąski przesmyk z Jeziorem Dąbrowskim i stanowi część szlaku wodnego „Kółko Raduńskie”. Lubowisko jest ostatnim z jezior Kółka Raduńskiego, jest akwenem „zapuszczonym”, czyli zarośniętym, z utrudnionymi warunkami nawigacyjnymi na końcu szlaku. Do początku szlaku na Jeziorze Stężyckim pozostaje już tylko 1500 m do pokonania drogą lądową.